# Jean-Charles Sournia
Pour la commune, voir Sournia.
Jean-Charles Sournia (24 novembre 1917, à Bourges - 8 juin 2000 à Paris) est un chirurgien français, médecin de santé publique, et connu pour ses ouvrages de médecine sociale et d'histoire de la médecine.

## Biographie

### Origine et formation
Sa famille était d'origine pyrénéenne, ses grands-parents paternels, d'origine catalane, étaient marchands de vin réputés. Son père Charles Sournia  était officier d'artillerie, et sa mère s'appelait Alice Lacord. C'est le deuxième fils d'une famille de quatre enfants.
La scolarité de Jean-Charles se déroule en Allemagne, son père étant muté à Mayence (1924-1929). De retour à Bourges, il fait ses études secondaires au lycée de la ville, et fait sa classe terminale de « Math élem » (Mathématiques élémentaires) au lycée militaire de Prytanée de la Flèche. Contre l'avis de son père qui le destinait à une carrière strictement militaire, il décide de devenir chirurgien.
Il fait ses études de médecine à l'École de Santé militaire de Lyon. Prisonnier lors de la bataille de France en 1940, il reste 18 mois en captivité. À son retour, le service de santé des armées du régime de Vichy ayant réduit ses effectifs, il retourne à la vie civile. Il est interne des hôpitaux de Lyon en 1943. Au cours d'un stage d'internat en Suède, il rencontre sa future épouse, Marianne Sournia, universitaire de lettres,.
En 1948, il est nommé chef de clinique à la Faculté, et en 1955, il est professeur agrégé de chirurgie.

### Carrière
De 1953 à 1958, il est chargé de mission auprès du ministère des affaires étrangères, il occupe des postes d'enseignant en Syrie et au Liban : Alep, Damas, et Beyrouth.
En 1959, il est affecté au service chirurgical du CHU de Rennes. C'est là qu'il rencontre Pierre Huard qui lui transmet son intérêt pour l'histoire de la médecine.
En 1969, détaché de l'université, il s'oriente vers la médecine sociale et de santé publique. La même année, il est médecin-conseil national de la sécurité sociale ; en 1978-1980, il est directeur général de la santé, sous Simone Veil, ministre de la santé.
En 1980, il réintègre l'université pour être nommé professeur d'hygiène et de santé publique à la faculté de Bicêtre, jusqu'en 1986. En 1981 il est nommé conseiller d'état en service extraordinaire (1981-1984). De 1985 à 1991, il est président du Haut Comité d'études et d'informations sur l'alcoolisme.

## Travaux
Lors de sa période au Proche-Orient, il se familiarise avec l'archéologie, les langues et l'histoire de la médecine antique et arabe. Il publiera par la suite une anthologie de textes médicaux arabes (1986), avec textes arabes et français en regard ; il sera aussi directeur ou codirecteur de plusieurs thèses de doctorat sur des sujets de médecine arabe.
À partir de 1959, il s'intéresse à philosophie médicale et au langage médical. Il fait partie d'un groupe d'étude sur les termes médicaux français, il participe aussi au CILF (Conseil International de la Langue Française), et à la direction du Dictionnaire de l'Académie de Médecine. Comme médecin-conseil de la Sécurité Sociale, il s'attache à la révision et la mise au point de la nomenclature et de la classification des actes médicaux. Favorable à la réforme de l'orthographe, il a favorisé des graphies de termes médicaux qui depuis ont été contestés. Il évitait les polysémies, ainsi que les anglicismes inutiles (les admettant lorsqu'ils étaient justifiés).
Il défend la nécessité d'une histoire de la santé publique, parente pauvre de l'histoire de la médecine, surtout en France. Il explique ce manque d'intérêt par des raisons institutionnelles, l'individualisme médical et le libéralisme politique des médecins français depuis le XIXe siècle. Selon lui, si l'histoire de la médecine ne peut être le monopole des médecins, elle ne peut aussi se faire sans eux.
Dans les années 1960-1970, il se montre d'abord disciple d'Auguste Comte, en envisageant l'histoire de la médecine comme une lutte entre la tradition et la raison, les mythes étant le plus souvent nuisibles et rarement libérateurs. Il distingue toutefois entre le savoir et la raison, car les deux ne vont pas forcément de pair : des malades incultes peuvent avoir une attitude plus rationnelle devant la maladie que des médecins instruits.
Il critique ainsi la médecine de son temps : Mythologies de la médecine moderne (1969), Ces malades qu'on fabrique (1973), Utopie de la santé (1984). Dans Histoire et médecine (1982), il estime que « une meilleure connaissance de l'histoire de la médecine permettrait au médecin un examen critique de son art ». Les médecins pourraient se remettre en question devant la mise en lumière historique de la précarité de leurs savoirs et les erreurs du scientisme réductionniste qui retranchent l'homme de son milieu et de son passé mental.
Partisan du partage des connaissances, de la communication et de l'information médicales, il prône aussi la rationalité économique et la lutte contre les gaspillages, en insistant sur la responsabilité, la confiance et le « bon usage des soins » .
Dans son dernier ouvrage Le pronostic en médecine (2000), il souligne l'importance de l'humanisme nécessaire des médecins. Si le diagnostic repose sur la science, le pronostic lui, doit faire  appel à la bonté et à la compréhension pour autrui : « Le "bon" médecin est jugé par sa façon de formuler ses pronostics ».

## Titres et distinctions
- Vice-Président du Conseil supérieur des universités (1978-1980).

- Président de la Société Internationale d'Histoire de la Médecine (1980-1984).
- Président du Conseil supérieur d'hygiène de France (1985-1988).
- Membre de l'Académie de chirurgie (1981).
- Membre de l'Académie de médecine (1983).
- Officier de la Légion d'honneur.
- Commandeur de l'Ordre National du mérite.
- Commandeur des Arts et des Lettres le 20 avril 1995[8]

## Ouvrages
- Les traumatismes du thorax, Doin, 1961.
- Logique et morale du diagnostic, Gallimard, coll. « Les Essais », 1961Traduit en espagnol

- Prix Montyon 1962 de l'Académie Française.
- La Convalescence après le traumatisme et la chirurgie, Masson, 1965.
- L'Orient des premiers chrétiens, histoire et archéologie de la Syrie byzantine, Fayard, 1966avec Marianne Sournia.
- Mythologies de la médecine moderne, PUF, coll. « Galien », 1969- Prix Broquette-Gonin (littérature) 1970 de l'Académie Française.
- Histoire des hôpitaux de Rennes, 1969
- Dictionnaire des Assurances Sociales, Masson, 1971.
- Langage médical moderne, Hachette, 1973.
- Ces malades qu'on fabrique : la médecine gaspillée, Le Seuil, 1977.
- Histoire générale de la médecine, de la pharmacie, de l'art dentaire et de l'art vétérinaire, Sfemps, 1981ouvrage collectif en 8 volumes, sous la direction de J. Poulet et J.-C. Sournia ; traduit en allemand et en italien.
- Blaise de Montluc, soldat et écrivain, Fayard, 1981- Prix Monseigneur Marcel 1981 de l'Académie Française.
- Histoire et médecine, Paris, Fayard, 1982, 338 p. (ISBN 2-213-01177-X)traduit en italien.
- Les épidémies dans l'histoire de l'homme, essai d'anthropologie médicale, Flammarion, 1984, 292 p. (ISBN 978-2-08-211133-1)avec Jacques Ruffié ; traduit en italien, espagnol, allemand et portugais.
- Utopie de la santé, Flammarion, 1984.
- Histoire de l'alcoolisme, Paris, Flammarion, 1986, 322 p. (ISBN 2-08-064947-7)
- Médecins arabes anciens, Xe et XIe siècles, textes chosis et commentés. (trad. de l'arabe), Paris, Conseil International de la langue française, 1986, 267 p. (ISBN 2-85319-175-3).
- Guide du Paris révolutionnaire, E.D.S., 1989.
- La médecine révolutionnaire (1789-1799), Paris, Payot, coll. « Médecine et sociétés », 1989, 306 p. (ISBN 2-228-88179-1).
- Histoire de la médecine, Paris, La Découverte/Poche, 1997, 360 p.
- Le pronostic en médecine, éditions de santé, 2000, 161 p. (ISBN 978-2-86411-130-6).